# Чернишенко Володимир Ілліч
Володи́мир Іллі́ч Чернише́нко (8 травня 1937, Біла Церква) — Голова правління акціонерного товариства "Комбінат "Тепличний". Герой України.

## Біографія
Народився 8 травня 1937 року у місті Біла Церква Київської області. Трудову діяльність розпочав у 1953 році робітником бондарного цеху Білоцерківського консервного заводу. Одночасно закінчував 10 класів вечірньої школи № 1 Білої Церкви. У 1954-1959 роках навчався у Білоцерківському сільськогосподарському інституті.
У 1959-1968 роках працював у радгоспі "Червона Зірка" Баришівського району Київської області. Спочатку молодого агронома направили на посаду агролісомеліоратора, а 8 місяців потому тямущого спеціаліста призначили керівником відділку. За три роки він вивів свій осередок у "середняки". Молодого керівника відділку помітили і невдовзі призначили його на посаду головного агронома. За шість років напруженої роботи він зумів вивести господарство в розряд найкращих у районі.
У 1968 році він став директор відстаючого радгоспу "Красилівський" та Богданівської птахофабрики. Під його керівництвом за декілька років господарство вийшло в стабільні "середняки" і вперше стало прибутковим. Про Чернишенко заговорили, до його думки почали прислухатися і у 1974 році наказом міністра плодоовочевого господарства УРСР призначили на посаду заступника директора, а у 1975 році – директора Дарницького тресту овоче-молочних радгоспів Київської області. 
У 1981 році обійняв посаду начальника відділу якості і санітарної служби Міністерства плодоовочевого господарства УРСР. У 1981 році він став директором радгоспу-комбінату "Тепличний" (з 1997 року – Відкрите акціонерне товариство "Комбінат "Тепличний") Броварського району Київської області, будівництво якого було розпочато у 1978 році, але просувалося низькими темпами. Перша черга гідропонного тепличного комбінату площею 2 га була завершена у 1982 році. На 1 січня 1985 року було введено в експлуатацію 30 га теплиць, у 1986 році – біотеплицю площею 1 га, а в 1987 році – 5,5 га плівкових ґрунтових теплиць. 
Нині Відкрите акціонерне товариство "Комбінат "Тепличний" – один з основних постачальників екологічно чистих овочів захищеного ґрунту для населення. Упродовж своєї діяльності підприємство є прибутковим господарством. Особливу увагу приділяє здійсненню завдань щодо збільшення виробництва овочів, щоб задовольнити потреби населення у свіжих овочах протягом року. Це можливо лише завдяки впровадженню нової технології вирощування овочів. У грудні 1994 року розпочато реконструкцію теплиць за голландською технологією з фірмою "Пебако", що дало змогу удвічі підняти врожайність гібридів голландської селекції томатів і знизити енерговитрати на одиницю продукції.
За 1994-1997 роки зроблено реконструкцію на 36,5 га, у т.ч. 6 га з фірмою "Пебако" з Нідерландів та 30,5 га з фірмою "Нетафім" з Ізраїлю. За власні кошти придбано обладнання з Ізраїлю для зволоження повітря в теплицях і крапельного зрошування з одночасним живленням, з Нідерландів – систему обігріву теплиць. Збудовано склад готової продукції та розсадне відділення для вирощування розсади. У грудні 1999 року введено в експлуатацію найсучаснішу теплицю для вирощування помідорів площею 4 га. У грудні 2002 року введено і дію цех площею 6 га (замість виведених з експлуатації 5 га плівкових теплиць). Загальна площа теплиць становить 48,5 га.
У 2004 році на підприємстві вирощено 13007 тонн овочів: огірків – 34,6 кг з 1 м², помідорів – 38,5 кг з 1 м². У 2005 році – 22044 тонни овочів: помідорів – 45 кг з 1 м² ВАТ "Комбінат "Тепличний" визнано переможцем Всеукраїнського конкурсу на звання "Найкращий роботодавець року" за 2001 рік (по Україні) та за 2002-2004 роки (по області). Нагороджено дипломом за перемогу у конкурсі "Найкращий виробник овочевої продукції 2004 року".
За розвитком підприємства, вкладанням інвестицій у нові виробничі потужності керівництво підприємства не забуває про своїх працівників. Для забезпечення житлом працівників комбінату у 1980 році було розпочато будівництво житлового селища. Всього збудовано 20 житлових будинків, в яких проживає 2450 осіб у 747 квартирах. Збудовано дитячий садок на 140 місць, школу на 1180 учнів. Введені в експлуатацію торговельний центр, будинок культури, спортзал, АТС, пошту, оздоровчий пункт, магазин тощо.
Указом Президента України Віктора Ющенко № 955/2009 від 23 листопада 2009 року за визначні особисті заслуги перед Українською державою у розвитку сільського господарства, впровадження прогресивних технологій та передових форм господарювання, багаторічну самовіддану працю голові правління акціонерного товариства "Комбінат "Тепличний" Броварського району Київської області Володимиру Іллічу Чернишенко присвоєно звання Герой України з врученням ордена Держави.
У грудні 2009 року отримав відзнаку «Почесний громадянин Броварського району».